# Réseau Möbius
 (décembre 2018).
Möbius est le réseau de bus du Grand Angoulême, desservant 34 des 38 communes de la communauté d'agglomération d'Angoulême.
L'exploitant principal de ce réseau est la Société de Transport du Grand Angoulême, appuyé par les entreprises Robin, Citram-Charente et Thorin-Vriet.

## Le réseau
Le réseau se compose de 49 lignes et 12 zones de transports :
- 2 lignes de bus à haut niveau de service (BHNS) reliant la proche banlieue au centre-ville d'Angoulême : les lignes A et B ;
- 10 lignes majeures, à quelques rares exceptions, les communes les plus proches au centre-ville ;
- 7 lignes relais (dont 2 lignes circulaires), connectées aux lignes majeures ou BHNS, desservant les communes un peu plus éloignées de la ville-centre ;
- 1 ligne express (EXP) entre la Gare d'Angoulême, le quartier de Ma Campagne et la commune de Puymoyen, via le tunnel de la Gâtine ;
- 1 navette Nautilis (NAU) entre l'Hôtel de Ville d'Angoulême et le plan d'Eau de la Grande Prairie à Saint-Yrieix pendant les vacances scolaires ;
- 11 zones de transport à la demande, permettant de connecter les communes les plus éloignées aux lignes principales du réseau ;
- 28 lignes à dominante scolaire entre les communes de l'agglomération et leur établissement de secteur (collège ou lycée) ;
- 2 lignes à dominante estudiantine pour desservir les campus universitaire de l'agglomération.

### Les lignes BHNS (Bus à Haut Niveau de Service)
Le réseau comporte deux lignes structurantes que composent le Bus à Haut Niveau de Service du Grand Angoulême. Elles traversent l'agglomération du Sud-Ouest au Nord-Est pour la ligne A et de l'Est à l'Ouest pour la ligne B.
| Ligne | Caractéristiques | Caractéristiques                                | Caractéristiques                                | Caractéristiques                                | Caractéristiques                                | Caractéristiques                                | Caractéristiques                                | Caractéristiques                                | Caractéristiques                                |
| A     | Ligne A | Ligne A                                         | Ligne A                                         | Ligne A                                         | Ligne A                                         | Ligne A                                         | Ligne A                                         | Ligne A                                         | Ligne A                                         |
| A     | La Couronne — Gallands ⥋ Ruelle — Cité Scolaire | La Couronne — Gallands ⥋ Ruelle — Cité Scolaire | La Couronne — Gallands ⥋ Ruelle — Cité Scolaire | La Couronne — Gallands ⥋ Ruelle — Cité Scolaire | La Couronne — Gallands ⥋ Ruelle — Cité Scolaire | La Couronne — Gallands ⥋ Ruelle — Cité Scolaire | La Couronne — Gallands ⥋ Ruelle — Cité Scolaire | La Couronne — Gallands ⥋ Ruelle — Cité Scolaire | La Couronne — Gallands ⥋ Ruelle — Cité Scolaire |
| ----- | --- | ----------------------------------------------- | ----------------------------------------------- | ----------------------------------------------- | ----------------------------------------------- | ----------------------------------------------- | ----------------------------------------------- | ----------------------------------------------- | ----------------------------------------------- |

GrandAngoulême bus network

| A     | Ouverture / Fermeture 2 septembre 2019 / — | Longueur 20 km                                  | Durée 47 min                                    | Nb. d’arrêts —                                  | Matériel Heuliez GX337, GX437                   | Jours de fonctionnement L, Ma, Me, J, V, S, D   | Jour / Soir / Nuit / Fêtes O / O / N / O        | Voy. / an —                                     | Dépôt STGA Route de Bordeaux, Angoulême         |
| A     | Desserte : - Communes : - Ruelle-sur-Touvre (Cité Scolaire, les Ormeaux) ; - L'Isle-d'Espagnac (Parc des Expos Carat, Ecasseaux, ZI 3 Bastié) ; - Angoulême (Madeleine, Gare SNCF, Franquin, Hôtel de Ville, Sillac) ; - La Couronne (St-Michel-Girac, Auchan, Gare, Gallands). - Correspondances : |                                                 |                                                 |                                                 |                                                 |                                                 |                                                 |                                                 |                                                 |
| A     | Autre : - Amplitudes horaires : 5h30-22h du lundi au samedi, 10h-20h les dimanches et jours fériés. - Particularités : Dernière mise à jour le 8 novembre 2023. |                                                 |                                                 |                                                 |                                                 |                                                 |                                                 |                                                 |                                                 |
| A     | Dernière actualisation : — |                                                 |                                                 |                                                 |                                                 |                                                 |                                                 |                                                 |                                                 |
| B     | Ligne B | Ligne B                                         | Ligne B                                         | Ligne B                                         | Ligne B                                         | Ligne B                                         | Ligne B                                         | Ligne B                                         | Ligne B                                         |
| B     | Saint-Michel — Voie Ferrée ⥋ Soyaux — Lycée professionnel Grégoire |                                                 |                                                 |                                                 |                                                 |                                                 |                                                 |                                                 |                                                 |
| B     | Ouverture / Fermeture 2 Septembre 2019 / — | Longueur 13 km                                  | Durée 30 min                                    | Nb. d’arrêts 36                                 | Matériel Heuliez GX 337 Linium HYB              | Jours de fonctionnement L, Ma, Me, J, V, S, D   | Jour / Soir / Nuit / Fêtes O / O / N / O        | Voy. / an —                                     | Dépôt STGA Route de Bordeaux, Angoulême         |
| B     | Desserte : - Communes : - St-Michel () ; - Angoulême () ; - Soyaux (). - Arrêts principaux : Voie Ferrée • Basseau • Grande Garenne • Sillac • Hôtel de Ville • Franquin • Champ de Mars • Champ de Manœuvre • La Mothe • Carrefour • L.P. Grégoire - Correspondances :                             |                                                 |                                                 |                                                 |                                                 |                                                 |                                                 |                                                 |                                                 |
| B     | Autre : - Amplitudes horaires : 5h30-22h du lundi au samedi, 10h-20h les dimanches et jours fériés. - Particularités : Dernière mise à jour le 8 novembre 2023. |                                                 |                                                 |                                                 |                                                 |                                                 |                                                 |                                                 |                                                 |
| B     | Dernière actualisation : — |                                                 |                                                 |                                                 |                                                 |                                                 |                                                 |                                                 |                                                 |

### Les lignes majeures
A ces deux lignes BHNS s'ajoutent 10 lignes majeures, circulant de 6h à 21h du lundi au samedi. Cinq d'entre elles circulent aussi le Dimanche et les jours fériés, de 10h à 20h ou de 12h à 20h.
| Ligne | Caractéristiques | Caractéristiques                                         | Caractéristiques                                         | Caractéristiques                                         | Caractéristiques                                         | Caractéristiques                                         | Caractéristiques                                         | Caractéristiques                                         | Caractéristiques                                         |
| 1     | Ligne 1 | Ligne 1                                                  | Ligne 1                                                  | Ligne 1                                                  | Ligne 1                                                  | Ligne 1                                                  | Ligne 1                                                  | Ligne 1                                                  | Ligne 1                                                  |
| 1     | Fléac — Gymnase ⥋ Soyaux — Place du Lac ou Mendès-France | Fléac — Gymnase ⥋ Soyaux — Place du Lac ou Mendès-France | Fléac — Gymnase ⥋ Soyaux — Place du Lac ou Mendès-France | Fléac — Gymnase ⥋ Soyaux — Place du Lac ou Mendès-France | Fléac — Gymnase ⥋ Soyaux — Place du Lac ou Mendès-France | Fléac — Gymnase ⥋ Soyaux — Place du Lac ou Mendès-France | Fléac — Gymnase ⥋ Soyaux — Place du Lac ou Mendès-France | Fléac — Gymnase ⥋ Soyaux — Place du Lac ou Mendès-France | Fléac — Gymnase ⥋ Soyaux — Place du Lac ou Mendès-France |
| ----- | --- | -------------------------------------------------------- | -------------------------------------------------------- | -------------------------------------------------------- | -------------------------------------------------------- | -------------------------------------------------------- | -------------------------------------------------------- | -------------------------------------------------------- | -------------------------------------------------------- |
| 1     | Ouverture / Fermeture 2 septembre 2019 / — | Longueur —                                               | Durée 45 min                                             | Nb. d’arrêts 45                                          | Matériel Standard                                        | Jours de fonctionnement L, Ma, Me, J, V, S, D            | Jour / Soir / Nuit / Fêtes O / N / N / O                 | Voy. / an —                                              | Dépôt STGA Route de Bordeaux, Angoulême                  |
| 1     | Desserte : - Communes : - Fléac () ; - Linars () ; - Angoulême () ; - Soyaux (). - Arrêts principaux : Gymnase • Les Groies • 4 Routes • 3 Chênes • Hôtel de Ville • Franquin • Champ de Mars • Vaucouleurs • La Mothe • Place du Lac • Mendès-France - Correspondances :                                                  |                                                          |                                                          |                                                          |                                                          |                                                          |                                                          |                                                          |                                                          |
| 1     | Autre : - Amplitudes horaires : 6h-21h du lundi au samedi, 12h-20h les dimanches et jours fériés. - Particularités : Dernière mise à jour le 8 novembre 2023. |                                                          |                                                          |                                                          |                                                          |                                                          |                                                          |                                                          |                                                          |
| 1     | Dernière actualisation : — |                                                          |                                                          |                                                          |                                                          |                                                          |                                                          |                                                          |                                                          |
| 2     | Ligne 2 | Ligne 2                                                  | Ligne 2                                                  | Ligne 2                                                  | Ligne 2                                                  | Ligne 2                                                  | Ligne 2                                                  | Ligne 2                                                  | Ligne 2                                                  |
| 2     | Ruelle — Cité Scolaire ⥋ La Couronne — Gallands |                                                          |                                                          |                                                          |                                                          |                                                          |                                                          |                                                          |                                                          |
| 2     | Ouverture / Fermeture 2 septembre 2019 / — | Longueur —                                               | Durée 67 min                                             | Nb. d’arrêts 66                                          | Matériel Standard                                        | Jours de fonctionnement L, Ma, Me, J, V, S, D            | Jour / Soir / Nuit / Fêtes O / N / N / O                 | Voy. / an —                                              | Dépôt STGA Route de Bordeaux, Angoulême                  |
| 2     | Desserte : - Communes : - Angoulême () ; - Gond-Pontouvre () ; - Ruelle-sur-Touvre () ; - Soyaux (). - Arrêts principaux : Gare SNCF • L'Houmeau • Pisany • Pontouvre • Quartier Neuf • Les Ormeaux • Cité Scolaire - Correspondances :                                                                                    |                                                          |                                                          |                                                          |                                                          |                                                          |                                                          |                                                          |                                                          |
| 2     | Autre : - Amplitudes horaires : 6h-21h du lundi au samedi, 12h-20h les dimanches et jours fériés. - Particularités : Circule uniquement entre la gare SNCF et cité Scolaire les dimanches/jour fériés. Dernière mise à jour le 8 novembre 2023.                                                                            |                                                          |                                                          |                                                          |                                                          |                                                          |                                                          |                                                          |                                                          |
| 2     | Dernière actualisation : — |                                                          |                                                          |                                                          |                                                          |                                                          |                                                          |                                                          |                                                          |
| 3     | Ligne 3 | Ligne 3                                                  | Ligne 3                                                  | Ligne 3                                                  | Ligne 3                                                  | Ligne 3                                                  | Ligne 3                                                  | Ligne 3                                                  | Ligne 3                                                  |
| 3     | Magnac — Mairie ⥋ Saint-Yrieix — Rochers ou Plan d'Eau |                                                          |                                                          |                                                          |                                                          |                                                          |                                                          |                                                          |                                                          |
| 3     | Ouverture / Fermeture 1977 / — | Longueur 19 km                                           | Durée 46 min                                             | Nb. d’arrêts 56                                          | Matériel Standard                                        | Jours de fonctionnement L, Ma, Me, J, V, S, D            | Jour / Soir / Nuit / Fêtes O / N / N / O                 | Voy. / an —                                              | Dépôt STGA Route de Bordeaux, Angoulême                  |
| 3     | Desserte : - Communes : - Magnac-sur-Touvre () ; - L'Isle-d'Espagnac () ; - Soyaux () ; - Angoulême () ; - Saint-Yrieix-sur-Charente (). - Arrêts principaux : Magnac Mairie • Grand Pas • Toulouse Lautrec • Victor Hugo • Franquin • Hôtel de Ville • Mulac • Puygardin • Rochers • Plan d'Eau - Correspondances :       |                                                          |                                                          |                                                          |                                                          |                                                          |                                                          |                                                          |                                                          |
| 3     | Autre : - Amplitudes horaires : 6h-21h du lundi au samedi, 10h-20h les dimanches et jours fériés. - Particularités : Dernière mise à jour le 8 novembre 2023. |                                                          |                                                          |                                                          |                                                          |                                                          |                                                          |                                                          |                                                          |
| 3     | Dernière actualisation : — |                                                          |                                                          |                                                          |                                                          |                                                          |                                                          |                                                          |                                                          |
| 4     | Ligne 4 | Ligne 4                                                  | Ligne 4                                                  | Ligne 4                                                  | Ligne 4                                                  | Ligne 4                                                  | Ligne 4                                                  | Ligne 4                                                  | Ligne 4                                                  |
| 4     | Angoulême — L'Arche ⥋ L'Isle-d'Espagnac — CCI Campus Nord |                                                          |                                                          |                                                          |                                                          |                                                          |                                                          |                                                          |                                                          |
| 4     | Ouverture / Fermeture 2 septembre 2019 / — | Longueur —                                               | Durée 24 min                                             | Nb. d’arrêts 35                                          | Matériel Standard • Articulé                             | Jours de fonctionnement L, Ma, Me, J, V, S, D            | Jour / Soir / Nuit / Fêtes O / N / N / O                 | Voy. / an —                                              | Dépôt STGA Route de Bordeaux, Angoulême                  |
| 4     | Desserte : - Communes : - L'Isle-d'Espagnac () ; - Angoulême (). - Arrêts principaux : L'Arche • Plein Sud • Coulomb • Pont de l'Europe • Franquin • Thiers • Nancy • Leclerc • Cifop - Correspondances : |                                                          |                                                          |                                                          |                                                          |                                                          |                                                          |                                                          |                                                          |
| 4     | Autre : - Amplitudes horaires : 6h-21h du lundi au samedi, 10h-20h les dimanches et jours fériés. - Particularités : Dernière mise à jour le 8 novembre 2023. |                                                          |                                                          |                                                          |                                                          |                                                          |                                                          |                                                          |                                                          |
| 4     | Dernière actualisation : — |                                                          |                                                          |                                                          |                                                          |                                                          |                                                          |                                                          |                                                          |
| 5     | Ligne 5 | Ligne 5                                                  | Ligne 5                                                  | Ligne 5                                                  | Ligne 5                                                  | Ligne 5                                                  | Ligne 5                                                  | Ligne 5                                                  | Ligne 5                                                  |
| 5     | Fléac — Gymnase ⥋ L'Isle-d'Espagnac — Bel Air ZA |                                                          |                                                          |                                                          |                                                          |                                                          |                                                          |                                                          |                                                          |
| 5     | Ouverture / Fermeture 2 septembre 2019 / — | Longueur —                                               | Durée 42 min                                             | Nb. d’arrêts 44                                          | Matériel Standard                                        | Jours de fonctionnement L, Ma, Me, J, V, S               | Jour / Soir / Nuit / Fêtes O / N / N / N                 | Voy. / an —                                              | Dépôt STGA Route de Bordeaux, Angoulême                  |
| 5     | Desserte : - Communes : - Fléac () ; - Saint-Yrieix-sur-Charente () ; - Angoulême () ; - L'Isle-d'Espagnac () ; - Arrêts principaux : Gymnase • Sazaris • Les Planes • Jeanne d'Arc • Mulac • Hôtel de Ville • Franquin • Gare SNCF • Madeleine • Lunesse • Grand Pas • Parc Expo Carat • Bel Air Z.A. - Correspondances : |                                                          |                                                          |                                                          |                                                          |                                                          |                                                          |                                                          |                                                          |
| 5     | Autre : - Amplitudes horaires : 6h-21h du lundi au samedi. - Particularités : Dernière mise à jour le 8 novembre 2023. |                                                          |                                                          |                                                          |                                                          |                                                          |                                                          |                                                          |                                                          |
| 5     | Dernière actualisation : — |                                                          |                                                          |                                                          |                                                          |                                                          |                                                          |                                                          |                                                          |
| 6     | Ligne 6 | Ligne 6                                                  | Ligne 6                                                  | Ligne 6                                                  | Ligne 6                                                  | Ligne 6                                                  | Ligne 6                                                  | Ligne 6                                                  | Ligne 6                                                  |
| 6     | Angoulême — Frégeneuil ⥋ Champniers — Pont Cassé |                                                          |                                                          |                                                          |                                                          |                                                          |                                                          |                                                          |                                                          |
| 6     | Ouverture / Fermeture 2 septembre 2019 / — | Longueur —                                               | Durée 29 min                                             | Nb. d’arrêts 26                                          | Matériel Standard                                        | Jours de fonctionnement L, Ma, Me, J, V, S               | Jour / Soir / Nuit / Fêtes O / N / N / N                 | Voy. / an —                                              | Dépôt STGA Route de Bordeaux, Angoulême                  |
| 6     | Desserte : - Communes : - Angoulême () ; - Gond-Pontouvre () ; - Champniers (). - Arrêts principaux : Frégeneuil • Séminaire • Gare SNCF • Madeleine • Pisany • Pontouvre • Géant • Pont Cassé - Correspondances : |                                                          |                                                          |                                                          |                                                          |                                                          |                                                          |                                                          |                                                          |
| 6     | Autre : - Amplitudes horaires : 6h-21h du lundi au samedi. - Particularités : Dernière mise à jour le 8 novembre 2023. |                                                          |                                                          |                                                          |                                                          |                                                          |                                                          |                                                          |                                                          |
| 6     | Dernière actualisation : — |                                                          |                                                          |                                                          |                                                          |                                                          |                                                          |                                                          |                                                          |
| 7     | Ligne 7 | Ligne 7                                                  | Ligne 7                                                  | Ligne 7                                                  | Ligne 7                                                  | Ligne 7                                                  | Ligne 7                                                  | Ligne 7                                                  | Ligne 7                                                  |
| 7     | Nersac — Les Epinettes ⥋ Gond-Pontouvre — Le Treuil |                                                          |                                                          |                                                          |                                                          |                                                          |                                                          |                                                          |                                                          |
| 7     | Ouverture / Fermeture 2 septembre 2019 / — | Longueur —                                               | Durée 48 min                                             | Nb. d’arrêts 45                                          | Matériel Standard                                        | Jours de fonctionnement L, Ma, Me, J, V, S, D            | Jour / Soir / Nuit / Fêtes O / N / N / O                 | Voy. / an —                                              | Dépôt STGA Route de Bordeaux, Angoulême                  |
| 7     | Desserte : - Communes : - Nersac () ; - Saint-Michel () ; - Angoulême () ; - Gond-Pontouvre () ; - Arrêts principaux : Les Epinettes • Nersac Mairie • Espace Commercial • Girac • Sillac • Hôtel de Ville • Franquin • Champ de Mars • L'Houmeau • Mairie du Gond • Roffit • Le Treuil - Correspondances :                |                                                          |                                                          |                                                          |                                                          |                                                          |                                                          |                                                          |                                                          |
| 7     | Autre : - Amplitudes horaires : 6h-21h du lundi au samedi, 12h-20h les dimanches et jours fériés. - Particularités : Dernière mise à jour le 8 novembre 2023. |                                                          |                                                          |                                                          |                                                          |                                                          |                                                          |                                                          |                                                          |
| 7     | Dernière actualisation : — |                                                          |                                                          |                                                          |                                                          |                                                          |                                                          |                                                          |                                                          |
| 9     | Ligne 9 | Ligne 9                                                  | Ligne 9                                                  | Ligne 9                                                  | Ligne 9                                                  | Ligne 9                                                  | Ligne 9                                                  | Ligne 9                                                  | Ligne 9                                                  |
| 9     | Saint-Michel — Puygrelier Parking ⥋ Saint-Yrieix — LP L'Amandier ou Rochers |                                                          |                                                          |                                                          |                                                          |                                                          |                                                          |                                                          |                                                          |
| 9     | Ouverture / Fermeture 2 septembre 2019 / — | Longueur —                                               | Durée 50 min                                             | Nb. d’arrêts 55                                          | Matériel Standard                                        | Jours de fonctionnement L, Ma, Me, J, V, S               | Jour / Soir / Nuit / Fêtes O / N / N / N                 | Voy. / an —                                              | Dépôt STGA Route de Bordeaux, Angoulême                  |
| 9     | Desserte : - Communes : - Saint-Michel () ; - Angoulême () ; - Saint-Yrieix (). - Arrêts principaux : Puygrelier Parking • Espace Commercial • Voie Ferrée • Espoir • Marne • Montaigne • Saint-Martin • Séminaire • Fontchaudière • Rochers • L.P. Amandier • Bourg • Transformateur • Plan d'Eau - Correspondances :     |                                                          |                                                          |                                                          |                                                          |                                                          |                                                          |                                                          |                                                          |
| 9     | Autre : - Amplitudes horaires : 6h-21h du lundi au samedi. - Particularités : Dernière mise à jour le 8 novembre 2023. |                                                          |                                                          |                                                          |                                                          |                                                          |                                                          |                                                          |                                                          |
| 9     | Dernière actualisation : — |                                                          |                                                          |                                                          |                                                          |                                                          |                                                          |                                                          |                                                          |
| 10    | Ligne 10 | Ligne 10                                                 | Ligne 10                                                 | Ligne 10                                                 | Ligne 10                                                 | Ligne 10                                                 | Ligne 10                                                 | Ligne 10                                                 | Ligne 10                                                 |
| 10    | Angoulême — Hôtel de Ville ⥋ Mornac — AFPA |                                                          |                                                          |                                                          |                                                          |                                                          |                                                          |                                                          |                                                          |
| 10    | Ouverture / Fermeture 2 septembre 2019 / — | Longueur —                                               | Durée 51 min                                             | Nb. d’arrêts 25                                          | Matériel Standard Interurbain                            | Jours de fonctionnement L, Ma, Me, J, V, S               | Jour / Soir / Nuit / Fêtes O / N / N / N                 | Voy. / an —                                              | Dépôt Citram-Charente, Angoulême                         |
| 10    | Desserte : - Communes : - Angoulême () ; - Gond-Pontouvre () ; - Champniers () ; - Brie () ; - Mornac (). - Arrêts principaux : Hôtel de Ville • Franquin • Gare SNCF • Madeleine • Pisany • Pontouvre • Géant • Bourg Médiathèque • Brie Mairie • La Jauvigère • Petits Voisins • Les Frauds • AFPA - Correspondances :   |                                                          |                                                          |                                                          |                                                          |                                                          |                                                          |                                                          |                                                          |
| 10    | Autre : - Amplitudes horaires : 6h-21h du lundi au samedi. - Particularités : Dernière mise à jour le 8 novembre 2023. |                                                          |                                                          |                                                          |                                                          |                                                          |                                                          |                                                          |                                                          |
| 10    | Dernière actualisation : — |                                                          |                                                          |                                                          |                                                          |                                                          |                                                          |                                                          |                                                          |

### La ligne express
Une ligne Express, reliant la commune de Puymoyen au centre-ville d'Angoulême est mis en place. L'ouverture du tunnel de la Gâtine aux bus permettra donc la mise en place d'une liaison beaucoup plus rapide entre cette commune, le quartier de Ma Campagne et la Gare SNCF.
| Ligne | Caractéristiques | Caractéristiques                                         | Caractéristiques                                         | Caractéristiques                                         | Caractéristiques                                         | Caractéristiques                                         | Caractéristiques                                         | Caractéristiques                                         | Caractéristiques                                         |
| EXP   | Ligne EXPRESS | Ligne EXPRESS                                            | Ligne EXPRESS                                            | Ligne EXPRESS                                            | Ligne EXPRESS                                            | Ligne EXPRESS                                            | Ligne EXPRESS                                            | Ligne EXPRESS                                            | Ligne EXPRESS                                            |
| EXP   | Puymoyen — Peusec ou Genainville ⥋ Angoulême — Gare SNCF | Puymoyen — Peusec ou Genainville ⥋ Angoulême — Gare SNCF | Puymoyen — Peusec ou Genainville ⥋ Angoulême — Gare SNCF | Puymoyen — Peusec ou Genainville ⥋ Angoulême — Gare SNCF | Puymoyen — Peusec ou Genainville ⥋ Angoulême — Gare SNCF | Puymoyen — Peusec ou Genainville ⥋ Angoulême — Gare SNCF | Puymoyen — Peusec ou Genainville ⥋ Angoulême — Gare SNCF | Puymoyen — Peusec ou Genainville ⥋ Angoulême — Gare SNCF | Puymoyen — Peusec ou Genainville ⥋ Angoulême — Gare SNCF |
| ----- | --- | -------------------------------------------------------- | -------------------------------------------------------- | -------------------------------------------------------- | -------------------------------------------------------- | -------------------------------------------------------- | -------------------------------------------------------- | -------------------------------------------------------- | -------------------------------------------------------- |
| EXP   | Ouverture / Fermeture 2 septembre 2019 / — | Longueur —                                               | Durée 51 min                                             | Nb. d’arrêts 25                                          | Matériel Standard Interurbain                            | Jours de fonctionnement L, Ma, Me, J, V, S               | Jour / Soir / Nuit / Fêtes O / N / N / N                 | Voy. / an —                                              | Dépôt Citram-Charente, Angoulême                         |
| EXP   | Desserte : - Communes : - Angoulême (gare SNCF, Plein Sud, Coulomb) ; - Puymoyen (Peusec, Genainville, cimetière). - Autres arrêts : Les Milleraux • Mas de la Brande • Ch. du Cormier • Bois Vouillac • Bois Rochefort • Combe Vouillac • La Sablière • Les Chaumes • Clairgon • La Closerie - Correspondances : |                                                          |                                                          |                                                          |                                                          |                                                          |                                                          |                                                          |                                                          |
| EXP   | Autre : - Amplitudes horaires : 6h-21h du lundi au samedi. - Particularités : Dernière mise à jour le 8 novembre 2023. |                                                          |                                                          |                                                          |                                                          |                                                          |                                                          |                                                          |                                                          |
| EXP   | Dernière actualisation : — |                                                          |                                                          |                                                          |                                                          |                                                          |                                                          |                                                          |                                                          |

### La navette Nautilis
Une navette reliant l'Hôtel de Ville d'Angoulême au centre Aquatique (Nautilis) est disponible pendant les vacances scolaires.
| Ligne | Caractéristiques | Caractéristiques                                                    | Caractéristiques                                                    | Caractéristiques                                                    | Caractéristiques                                                    | Caractéristiques                                                    | Caractéristiques                                                    | Caractéristiques                                                    | Caractéristiques                                                    |
| NAU   | Navette NAUTILIS | Navette NAUTILIS                                                    | Navette NAUTILIS                                                    | Navette NAUTILIS                                                    | Navette NAUTILIS                                                    | Navette NAUTILIS                                                    | Navette NAUTILIS                                                    | Navette NAUTILIS                                                    | Navette NAUTILIS                                                    |
| NAU   | Angoulême — Hôtel de Ville ⥋ Saint-Yrieix-sur-Charente — Plan d'Eau | Angoulême — Hôtel de Ville ⥋ Saint-Yrieix-sur-Charente — Plan d'Eau | Angoulême — Hôtel de Ville ⥋ Saint-Yrieix-sur-Charente — Plan d'Eau | Angoulême — Hôtel de Ville ⥋ Saint-Yrieix-sur-Charente — Plan d'Eau | Angoulême — Hôtel de Ville ⥋ Saint-Yrieix-sur-Charente — Plan d'Eau | Angoulême — Hôtel de Ville ⥋ Saint-Yrieix-sur-Charente — Plan d'Eau | Angoulême — Hôtel de Ville ⥋ Saint-Yrieix-sur-Charente — Plan d'Eau | Angoulême — Hôtel de Ville ⥋ Saint-Yrieix-sur-Charente — Plan d'Eau | Angoulême — Hôtel de Ville ⥋ Saint-Yrieix-sur-Charente — Plan d'Eau |
| ----- | --- | ------------------------------------------------------------------- | ------------------------------------------------------------------- | ------------------------------------------------------------------- | ------------------------------------------------------------------- | ------------------------------------------------------------------- | ------------------------------------------------------------------- | ------------------------------------------------------------------- | ------------------------------------------------------------------- |
| NAU   | Ouverture / Fermeture 2 septembre 2019 / — | Longueur 8 km                                                       | Durée 23 min                                                        | Nb. d’arrêts 22                                                     | Matériel Standard                                                   | Jours de fonctionnement L, Ma, Me, J, V, S                          | Jour / Soir / Nuit / Fêtes O / N / N / N                            | Voy. / an —                                                         | Dépôt STGA Route de Bordeaux, Angoulême                             |
| NAU   | Desserte : - Communes : - Angoulême () ; - Gond-Pontouvre () ; - Saint-Yrieix (). - Arrêts principaux : Hôtel de Ville • Les Halles • Franquin • Eperon Gambetta • République • Gare SNCF • Mairat • Madeleine • Froide • Gal Leclerc • Pisany • Castors • Lamartine • Murailles • Pontouvre • Mesnards • Roffit • Route Bellevue • Fontastier • Nautilis • Maine Bréchet • Plan d'Eau - Correspondances : |                                                                     |                                                                     |                                                                     |                                                                     |                                                                     |                                                                     |                                                                     |                                                                     |
| NAU   | Autre : - Amplitudes horaires : 13h-19h30 du lundi au samedi en vacances scolaires. - Particularités : Circule uniquement durant les vacances scolaires. Dernière mise à jour le 8 novembre 2023. |                                                                     |                                                                     |                                                                     |                                                                     |                                                                     |                                                                     |                                                                     |                                                                     |
| NAU   | Dernière actualisation : — |                                                                     |                                                                     |                                                                     |                                                                     |                                                                     |                                                                     |                                                                     |                                                                     |

### Les lignes relais
Les 5 lignes relais du réseau permettent de relier les communes moins denses de l'agglomération aux lignes majeures ou aux BHNS. Elles circulent généralement de 6h à 20h ou 21h du lundi au samedi.
| Ligne | Caractéristiques | Caractéristiques                               | Caractéristiques                               | Caractéristiques                               | Caractéristiques                               | Caractéristiques                               | Caractéristiques                               | Caractéristiques                               | Caractéristiques                               |
| 20    | Ligne 20 | Ligne 20                                       | Ligne 20                                       | Ligne 20                                       | Ligne 20                                       | Ligne 20                                       | Ligne 20                                       | Ligne 20                                       | Ligne 20                                       |
| 20    | Ruelle — Mas des Theils ⥋ Touvre — Angevinière | Ruelle — Mas des Theils ⥋ Touvre — Angevinière | Ruelle — Mas des Theils ⥋ Touvre — Angevinière | Ruelle — Mas des Theils ⥋ Touvre — Angevinière | Ruelle — Mas des Theils ⥋ Touvre — Angevinière | Ruelle — Mas des Theils ⥋ Touvre — Angevinière | Ruelle — Mas des Theils ⥋ Touvre — Angevinière | Ruelle — Mas des Theils ⥋ Touvre — Angevinière | Ruelle — Mas des Theils ⥋ Touvre — Angevinière |
| ----- | --- | ---------------------------------------------- | ---------------------------------------------- | ---------------------------------------------- | ---------------------------------------------- | ---------------------------------------------- | ---------------------------------------------- | ---------------------------------------------- | ---------------------------------------------- |
| 20    | Ouverture / Fermeture Février 2020 / — | Longueur —                                     | Durée 12 min                                   | Nb. d’arrêts 25                                | Matériel Minibus                               | Jours de fonctionnement L, Ma, Me, J, V, S     | Jour / Soir / Nuit / Fêtes O / N / N / N       | Voy. / an —                                    | Dépôt Thorin Vriet                             |
| 20    | Desserte : - Communes : - Ruelle () ; - Magnac () ; - Touvre (). - Arrêts principaux : Mas des Theils • Les Riffauds • Claire Fontaine • Wilson • Magnac Mairie • Quai 55 • Angevinière - Correspondances : |                                                |                                                |                                                |                                                |                                                |                                                |                                                |                                                |
| 20    | Autre : - Amplitudes horaires : 6h-21h du lundi au samedi. Dernière mise à jour le 9 novembre 2023. |                                                |                                                |                                                |                                                |                                                |                                                |                                                |                                                |
| 20    | Dernière actualisation : — |                                                |                                                |                                                |                                                |                                                |                                                |                                                |                                                |
| 21    | Ligne 21 | Ligne 21                                       | Ligne 21                                       | Ligne 21                                       | Ligne 21                                       | Ligne 21                                       | Ligne 21                                       | Ligne 21                                       | Ligne 21                                       |
| 21    | Mornac — Ronzac ⥋ Ruelle — Cité Scolaire |                                                |                                                |                                                |                                                |                                                |                                                |                                                |                                                |
| 21    | Ouverture / Fermeture Septembre 2019 / — | Longueur —                                     | Durée 21 min                                   | Nb. d’arrêts 17                                | Matériel Minibus                               | Jours de fonctionnement L, Ma, Me, J, V, S     | Jour / Soir / Nuit / Fêtes O / N / N / N       | Voy. / an —                                    | Dépôt Thorin Vriet                             |
| 21    | Desserte : - Communes : - Mornac () ; - Ruelle (). - Arrêts principaux : Ronzac • Quéroy • Mairie • Fourville • Les Ormeaux - Correspondances : |                                                |                                                |                                                |                                                |                                                |                                                |                                                |                                                |
| 21    | Autre : - Amplitudes horaires : 6h-21h du lundi au samedi. Dernière mise à jour le 9 novembre 2023. |                                                |                                                |                                                |                                                |                                                |                                                |                                                |                                                |
| 21    | Dernière actualisation : — |                                                |                                                |                                                |                                                |                                                |                                                |                                                |                                                |
| 22    | Ligne 22 | Ligne 22                                       | Ligne 22                                       | Ligne 22                                       | Ligne 22                                       | Ligne 22                                       | Ligne 22                                       | Ligne 22                                       | Ligne 22                                       |
| 22    | La Couronne — Gallands ⥋ Saint-Michel — Girac |                                                |                                                |                                                |                                                |                                                |                                                |                                                |                                                |
| 22    | Ouverture / Fermeture Septembre 2019 / — | Longueur —                                     | Durée 53 min                                   | Nb. d’arrêts 61                                | Matériel Minibus                               | Jours de fonctionnement L, Ma, Me, J, V, S     | Jour / Soir / Nuit / Fêtes O / N / N / N       | Voy. / an —                                    | Dépôt STGA Route de Bordeaux, Angoulême        |
| 22    | Desserte : - Communes : - La Couronne () ; - Saint-Michel (). - Arrêts principaux : La Couronne Gallands • Collège Badinter • Sablons • Tour St Jean • Le Robardeau • Pombreton • Nersac Mairie • Pontreau • Z.I. Nersac • Grand Maine • Pinotière • La Couronne Mairie • La Couronne Auchan • Le Jonco • Campus • Centre Universitaire • La Couronne L.P. Agricole • Le Chalumeau • Puygrelier • St Michel Girac - Correspondances : |                                                |                                                |                                                |                                                |                                                |                                                |                                                |                                                |
| 22    | Autre : - Amplitudes horaires : 6h-21h du lundi au samedi. Dernière mise à jour le 9 novembre 2023. |                                                |                                                |                                                |                                                |                                                |                                                |                                                |                                                |
| 22    | Dernière actualisation : — |                                                |                                                |                                                |                                                |                                                |                                                |                                                |                                                |
| 24    | Ligne 24 | Ligne 24                                       | Ligne 24                                       | Ligne 24                                       | Ligne 24                                       | Ligne 24                                       | Ligne 24                                       | Ligne 24                                       | Ligne 24                                       |
| 24    | Fléac — Rue Nouvelle ⥋ Asnières — Neuillac |                                                |                                                |                                                |                                                |                                                |                                                |                                                |                                                |
| 24    | Ouverture / Fermeture Septembre 2019 / — | Longueur —                                     | Durée 20 min                                   | Nb. d’arrêts 14                                | Matériel Minibus                               | Jours de fonctionnement L, Ma, Me, J, V        | Jour / Soir / Nuit / Fêtes O / N / N / N       | Voy. / an —                                    | Dépôt STGA Route de Bordeaux, Angoulême        |
| 24    | Desserte : - Communes : - La Couronne () ; - Saint-Michel (). - Arrêts principaux : Rue Nouvelle • Bois Renaud • Les Marronniers • Brénat • Combe Caduc • Le Breuil • Mairie Asnières • Chez Veau • Neuillac - Correspondances : |                                                |                                                |                                                |                                                |                                                |                                                |                                                |                                                |
| 24    | Autre : - Amplitudes horaires : 6h40-17h45 du lundi au vendredi en période scolaire. - Précision : 1 départ le matin vers Fléac et 2 l'après-midi vers Asnières. Dernière mise à jour le 9 novembre 2023. |                                                |                                                |                                                |                                                |                                                |                                                |                                                |                                                |
| 24    | Dernière actualisation : — |                                                |                                                |                                                |                                                |                                                |                                                |                                                |                                                |
| 25    | Ligne 25 | Ligne 25                                       | Ligne 25                                       | Ligne 25                                       | Ligne 25                                       | Ligne 25                                       | Ligne 25                                       | Ligne 25                                       | Ligne 25                                       |
| 25    | Champniers — Géant Ouest ⥋ Champniers — Chez Suraud |                                                |                                                |                                                |                                                |                                                |                                                |                                                |                                                |
| 25    | Ouverture / Fermeture Septembre 2019 / — | Longueur —                                     | Durée 20 min                                   | Nb. d’arrêts 6                                 | Matériel Minibus                               | Jours de fonctionnement L, Ma, Me, J, V        | Jour / Soir / Nuit / Fêtes O / N / N / N       | Voy. / an —                                    | Dépôt STGA Route de Bordeaux, Angoulême        |
| 25    | Desserte : - Communes : - Champniers (Géant Ouest, Fontenille, Fontanson, Les Brissauds, Fraîchefond, Chez Suraud). - Correspondances : |                                                |                                                |                                                |                                                |                                                |                                                |                                                |                                                |
| 25    | Autre : - Amplitudes horaires : 6h30-18h05 du lundi au vendredi en période scolaire. - Précision : 1 le matin vers Géant Ouest et 1 le soir vers Chez Suraud. Dernière mise à jour le 9 novembre 2023. |                                                |                                                |                                                |                                                |                                                |                                                |                                                |                                                |
| 25    | Dernière actualisation : — |                                                |                                                |                                                |                                                |                                                |                                                |                                                |                                                |
| 32    | Ligne 32 | Ligne 32                                       | Ligne 32                                       | Ligne 32                                       | Ligne 32                                       | Ligne 32                                       | Ligne 32                                       | Ligne 32                                       | Ligne 32                                       |
| 32    | La Couronne — Gallands ⥋ Claix — Mairie |                                                |                                                |                                                |                                                |                                                |                                                |                                                |                                                |
| 32    | Ouverture / Fermeture Septembre 2023 / — | Longueur —                                     | Durée 25 min                                   | Nb. d’arrêts 11                                | Matériel Minibus                               | Jours de fonctionnement L, Ma, Me, J, V        | Jour / Soir / Nuit / Fêtes O / N / N / N       | Voy. / an —                                    | Dépôt STGA Route de Bordeaux, Angoulême        |
| 32    | Desserte : - Communes : - La Couronne () ; - Roullet-Saint-Estèphe () ; - Claix (). - Arrêts principaux : Gallands • Gare La Couronne • Les Aubreaux • Les Combes • Les Girards • Stade Roullet • Eglise de Roullet • Les Glamots • Le Berguille • Claix Mairie - Correspondances : |                                                |                                                |                                                |                                                |                                                |                                                |                                                |                                                |
| 32    | Autre : - Amplitudes horaires : 6h30-18h50 du lundi au vendredi en période scolaire. - Précision : 3 le matin + 1 le soir vers la Couronne, 1 le matin + 3 le soir vers Claix. Dernière mise à jour le 9 novembre 2023. |                                                |                                                |                                                |                                                |                                                |                                                |                                                |                                                |
| 32    | Dernière actualisation : — |                                                |                                                |                                                |                                                |                                                |                                                |                                                |                                                |
| 34    | Ligne 34 | Ligne 34                                       | Ligne 34                                       | Ligne 34                                       | Ligne 34                                       | Ligne 34                                       | Ligne 34                                       | Ligne 34                                       | Ligne 34                                       |
| 34    | La Couronne — Centre Universitaire ⥋ La Couronne — Centre Equestre |                                                |                                                |                                                |                                                |                                                |                                                |                                                |                                                |
| 34    | Ouverture / Fermeture Septembre 2023 / — | Longueur —                                     | Durée 5 min                                    | Nb. d’arrêts 5                                 | Matériel Minibus                               | Jours de fonctionnement Me, S                  | Jour / Soir / Nuit / Fêtes O / N / N / N       | Voy. / an —                                    | Dépôt STGA Route de Bordeaux, Angoulême        |
| 34    | Desserte : - Communes : - La Couronne (Centre Universitaire, Pont Valteau, Campus, Cothiers, Centre Equestre). - Correspondances : |                                                |                                                |                                                |                                                |                                                |                                                |                                                |                                                |
| 34    | Autre : - Amplitudes horaires : 8h20-18h05 les mercredis et samedis. - Précision : 2 le matin + 1 l'après-midi vers Centre Equestre, 2 l'après-midi + 1 le soir vers Centre Universitaire. Dernière mise à jour le 9 novembre 2023. |                                                |                                                |                                                |                                                |                                                |                                                |                                                |                                                |
| 34    | Dernière actualisation : — |                                                |                                                |                                                |                                                |                                                |                                                |                                                |                                                |

### Les zones de transport à la demande
Les autres secteurs de la communauté d'agglomération sont desservies à l'aide de transport à la demande, en complément des lignes interurbaines régionales sur les communes ayant intégré le Grand Angoulême au 1er janvier 2017. Elles compteront entre 8 et 10 allers-retours par jour en période scolaire et circulent du lundi au samedi sur réservation.
| Ligne  | Départ                     | Communes desservies                       | Correspondances | Fréquence (AR/jour) |
| ------ | -------------------------- | ----------------------------------------- | --------------- | ------------------- |
|        |                            |                                           |                 |                     |
| TAD 1  | Fléac — Centre Commercial  | Fléac, Asnières-sur-Nouère                | 5               | 8                   |
| TAD 2  | Saint-Yriex — Puygardin    | Saint-Yriex, Vindelle, Marsac             | 3               | 8                   |
| TAD 3  | Gond-Pontouvre — Le Treuil | Gond-Pontouvre, Balzac                    | 7               | 8                   |
| TAD 4  | Champniers — Géant         | Brie, Champniers                          | 6 • 10          | 8                   |
| TAD 5  | Ruelle — Les Ormeaux       | Mornac, Champniers                        | A • 2 • 21      | 10                  |
| TAD 6  | Magnac — Mairie            | Magnac, Touvre                            | 3 • 20          | 10                  |
| TAD 7  | Soyaux — Carrefour         | Soyaux, Garat, Dirac, Vouzan, Sers, Bouëx | B               | 10                  |
| TAD 8  | La Couronne — Gare         | La Couronne, Roullet, Mouthiers           | A • 24          | 8                   |
| TAD 9  | Angoulême — Plein Sud      | Puymoyen, Vœuil-et-Giget, Petit-Giget     | 4 • EXP         | 8                   |
| TAD 10 | La Couronne — Gare         | Roullet, Claix                            | A • 24          | 8                   |
| TAD 11 | Nersac — Mairie            | Sireuil, Nersac, Trois-Palis              | 7 • 24          | 8                   |
| TAD 12 | Linars — 4 Routes          | Saint-Saturnin, Trois-Palis, Linars       | 1               | 10                  |

### Les lignes scolaires
Les lignes scolaires, conçues principalement pour les élèves, ont généralement qu'un départ par jour dans chaque sens du lundi au vendredi en période scolaire, et un terminus proche d'un collège ou lycée.
| Ligne | Tracé                                                     | Etablissements desservis                                                                                            |
| ----- | --------------------------------------------------------- | --- |
|       |                                                           | |
| 50    | Saint-Yrieix — Bourg ↔ Gond-Pontouvre — Cassin            | CL René Cassin |
| 51    | Angoulême — Gare SNCF ↔ Gond-Pontouvre — Cassin           | CL René Cassin |
| 52    | Saint-Yrieix — Les Planes ↔ Angoulême — Coulomb           | CL Puygrelier et Pierre Bodet ; LY Charles Coulomb, LISA                                                            |
| 53    | Fléac — Brénat ↔ St-Michel — Puygrelier Parking           | CL Puygrelier |
| 54    | St-Michel — Puygrelier Parking ↔ Linars — Libourdeau      | CL Puygrelier |
| 55    | St-Michel — Puygrelier Parking ↔ St-Saturnin — La Vigerie | CL Puygrelier |
| 55A   | St-Michel — Puy de Nanteuil ↔ Angoulême — Cathédrale      | CL Puygrelier |
| 56    | Mornac — Puygrelier Parking ↔ St-Saturnin — La Vigerie    | CL Michelet, Jules Verne, St-Paul et De Valois ; LY De Valois, Ste-Marthe Chavagnes, Guez-de-Balzac et Jean-Rostand |
| 57    | Soyaux — Mendès France ↔ Ruelle — Montalembert            | CL Mendès-France |
| 58    | Soyaux — Puygrelier Parking ↔ Magnac — Mairie             | CL Mendès-France |
| 59    | Angoulême — Hôtel de Ville ↔ Soyaux — Mendès France       | CL Mendès-France |
| 60    | Angoulême — Gare SNCF ↔ Saint-Yrieix — LP Amandier        | LY Amandier |
| 61    | La Couronne — Collège ↔ La Couronne — Combe Breuty        | CL Elisabeth et Robert Badinter                                                                                     |
| 62    | La Couronne — Collège ↔ Nersac — Fleuranceau              | CL Elisabeth et Robert Badinter                                                                                     |
| 63    | La Couronne — Collège ↔ La Couronne — Pont Neuf           | CL Elisabeth et Robert Badinter                                                                                     |
| 64    | La Couronne — Collège ↔ Nersac — Cité Chantemerle         | CL Elisabeth et Robert Badinter                                                                                     |
| 65    | Angoulême — Gare SNCF ↔ Soyaux — LP Grégoire              | LY Grégoire |
| 66    | Angoulême — Nancy ↔ Soyaux — Place du Lac                 | LY De Valois et Jean Rostand                                                                                        |
| 67    | Ruelle — Cité Scolaire ↔ Mornac — Puy de Nanteuil         | CL Casteret ; LY Jean Caillaud                                                                                      |
| 68    | Ruelle — Cité Scolaire ↔ Magnac — Place Tamisier          | CL Casteret ; LY Jean Caillaud                                                                                      |
| 69    | Ruelle — Cité Scolaire → Angoulême — Hôtel de Ville       | CL Casteret ; LY Jean Caillaud                                                                                      |
| 70    | La Couronne — LP Agricole ↔ Angoulême — Gare SNCF         | LY Sillac, l'Oisellerie ; IUT                                                                                       |
| 71    | Angoulême — Plein Sud ↔ Fléac — Poste EDF                 | CL Pierre Bodet ; LY Coulomb, LISA                                                                                  |
| 72    | Angoulême — Coulomb ↔ La Couronne — Grand Maine           | CL Pierre Bodet ; LY Coulomb, LISA                                                                                  |
| 74    | Angoulême — Coulomb → Saint-Yrieix — Les Planes           | CL Pierre Bodet ; LY Coulomb, LISA                                                                                  |
| 75    | Angoulême — Coulomb ↔ La Couronne — Pont Neuf             | CL Pierre Bodet ; LY Coulomb, l'Oisellerie, LISA                                                                    |
| 81    | Ruelle — Cité Scolaire ↔ Mornac — Ronzac                  | CL Casteret ; LY Jean Caillaud                                                                                      |
| 82    | Puymoyen — Peusec ↔ Angoulême — Bodet                     | CL Pierre Bodet |

### Les lignes StudiBus
Les lignes StudiBus fonctionnent sur le même principe que les lignes scolaires, elles sont plutôt destinées à un public estudiantin.
| Ligne | Tracé                                     | Etablissements desservis                                            |
| ----- | ----------------------------------------- | ------------------------------------------------------------------- |
|       |                                           |                                                                     |
| S1    | Angoulême — Gare SNCF ↔ Angoulême — Lille | LISA, LY Coulomb, Sillac, Guez de Balzac ; IUFM, Campus La Couronne |
| S2    | Angoulême — Gare SNCF ↔ Soyaux — Mairie   | LY Grégoire, Rostand, De Valois ; CCI Campus Nord                   |

## Le matériel
Le réseau comptera dans son parc de véhicule, toute la flotte de l'actuel réseau STGA. En plus de celle-ci, Grand Angoulême, en tant qu'autorité organisatrice du réseau de transport, a également commandé 25 Heuliez GX Linium hybrides, standards et articulés. Ils seront décorés d'une livrée rouge bordeaux intégral, avec un motif d'origamis sur la partie avant. Les anciens bus du parc ne circulant pas sur les lignes BHNS, se verront revêtir une livrée blanche avec des motifs d'origamis.

### Sources
- Site internet du projet BHNS
- Site internet de Grand Angoulême
- Site internet de la STGA
- Rubrique "BHNS" du journal Charente Libre
- Livre "Les 20 ans de la STGA" paru en 1997
- Livre "Les 10 ans de la STGA" paru en 1987